# Love's Conquest
Love's Conquest er en amerikansk stumfilm fra 1918 af Edward José.

## Medvirkende
- Lina Cavalieri - Gismonda
- Courtenay Foote - Almerio
- Fred Radcliffe - Zaccaria
- Frank Lee - Gregoras
- J.H. Gilmour